# Oflag IV A Hohnstein
Oflag IV A Hohnstein – niemiecki hitlerowski obóz jeniecki (Oflag) dla oficerów polskich podczas II wojny światowej. Oflag IV A został ulokowany w XV-wiecznym zamku Hohnstein, zbudowanym na wysokiej 40-metrowej skale. Obóz został założony 1 października 1939. 15 maja 1940 większość jeńców przeniesiono do Oflagu IV B Königstein.
Jeńcami tego obozu było m.in. Dowództwo Armii „Warszawa” i Dowództwo Obrony Warszawy:
- gen. dyw. Juliusz Rómmel
- gen. dyw. Tadeusz Kutrzeba
- gen. bryg. Walerian Czuma
- gen. bryg. Edmund Knoll-Kownacki
- płk dypl. Tadeusz Tomaszewski

a także generałowie:
- Franciszek Kleeberg,
- Emil Krukowicz-Przedrzymirski (7 lipca – 29 października 1940)
- Czesław Młot-Fijałkowski
- mjr Henryk Sucharski.

Łącznie w obozie tym przebywało 63 oficerów (generałów, wyższych rangą sztabowców i ich ordynansów).